# Campeonato Amapaense
Campeonato Amapaense - ligowe mistrzostwa brazylijskiego stanu Amapá.

## Format
Pierwszy etap
Najpierw kluby grają ze sobą systemem każdy z każdym po jednym meczu. Dwa najlepsze w tabeli kluby rozgrywają jeden mecz decydujący o zwycięstwie w etapie.
Drugi etap
Rozgrywany jest identycznie jak pierwszy etap.
Trzeci etap
Zwycięzcy dwóch pierwszych etapów grają ze sobą mecz i rewanż, które decydują o mistrzostwie stanu Amapá. Jeśli ten sam klub zwycięży w dwóch pierwszych etapach, trzeci etap jest zbędny.
Na koniec tworzona jest tabela sumaryczna, łącząca wyniki z obu etapów. Dwa najsłabsze w tej tabeli kluby spadają do drugiej ligi stanowej.
Tak jak we wszystkich brazylijskich rozgrywkach format często zmienia się co roku.

## Kluby
Pierwsza liga 2006
- Amapá Clube
- Clube Atlético Cristal
- Santos Futebol Clube
- Sociedade Esportiva e Recreativa São José
- Trem Desportivo Clube
- Ypiranga Clube

Inne kluby
- Clube Atlético Aliança
- Esporte Clube Macapá
- Independente Esporte Clube
- Mazagão Atlético Clube
- Oratório Recreativo Clube
- Santana Esporte Clube

## Lista mistrzów
- 1944 Macapá
- 1945 Amapá
- 1946 Macapá
- 1947 Macapá
- 1948 Macapá
- 1949 nie rozegrano
- 1950 Amapá
- 1951 Amapá
- 1952 Trem
- 1953 Amapá
- 1954 Macapá
- 1955 Macapá
- 1956 Macapá
- 1957 Macapá
- 1958 Macapá
- 1959 Macapá
- 1960 Santana
- 1961 Santana
- 1962 Santana
- 1963 CEA
- 1964 Juventus (AP)
- 1965 Santana
- 1966 Juventus (AP)
- 1967 Juventus (AP)
- 1968 Santana
- 1969 Macapá
- 1970 São José
- 1971 São José
- 1972 Santana
- 1973 Amapá
- 1974 Macapá
- 1975 Amapá
- 1976 Ypiranga
- 1977 Guarany
- 1978 Macapá
- 1979 Amapá
- 1980 Macapá
- 1981 Macapá
- 1982 Independente
- 1983 Independente
- 1984 Trem
- 1985 Santana
- 1986 Macapá
- 1987 Amapá
- 1988 Amapá
- 1989 Independente
- 1990 Amapá
- 1991 Macapá
- 1992 Ypiranga
- 1993 São José
- 1994 Ypiranga
- 1995 Independente
- 1996 nie rozegrano
- 1997 Ypiranga
- 1998 Aliança
- 1999 Ypiranga
- 2000 Santos (AP)
- 2001 Independente
- 2002 Ypiranga
- 2003 Ypiranga
- 2004 Ypiranga
- 2005 São José
- 2006 São José
- 2007 Trem
- 2008 Cristal
- 2009 São José
- 2010 Trem
- 2011 Trem
- 2012 Oratório

### Kluby według zdobytych tytułów
- 17 - Macapá
- 10 - Amapá
- 9 - Ypiranga
- 7 - Santana
- 6 - São José
- 5 - Independente, Trem
- 3 - Juventus (AP)
- 1 - Aliança, CEA, Cristal, Guarany, Santos (AP), Oratório